# Agence nationale de sécurité de l'État
L'Agence nationale de sécurité de l'Etat (ANSE) est le service de renseignement intérieur et extérieur du Tchad, succédant à la Direction de la documentation et de la sécurité (DDS) de l’ancien président Hissène Habré.

## Organisation

### Direction générale
Les directeurs généraux successifs sont :
| Mandat        | Mandat        | Directeur général              | Grade ou statut                                                                               |
| ------------- | ------------- | ------------------------------ | --------------------------------------------------------------------------------------------- |
| 1990          | 1999          | Abderahman Moussa, (notamment) | Diplomate                                                                                     |
| 1999          | 2002          | Mahamat Saleh Kaya             | Général                                                                                       |
| 2002          | 2004          | Mahamat Hanno                  | Colonel                                                                                       |
| 2004          |               | Mahamat Ismaïl Chaïbo          | Général                                                                                       |
| Janvier 2010  | mai 2013      | Abdramane Ramadan Erdebou      | Militaire auparavant reversé à la police en 2001, ancien gouverneur de la province du Ouaddaï |
| mai 2013      | décembre 2016 | Djiddi Saleh Kedellaye         | Général                                                                                       |
| décembre 2016 | juillet 2017  | Esmaat Issahak Acheikh         | Général                                                                                       |
| Juillet 2017  | Février 2024  | Ahmed Kogri                    | Général et ancien attaché de défense à Paris                                                  |
| Février 2024  | En cours      | Ismaël Souleymane Lony         | Général                                                                                       |

## Critiques
L'Agence nationale de sécurité de l'Etat (ANSE) a été accusée de violations des droits humains, comme l'avait été avant elle la Direction de la documentation et de la sécurité qu'elle remplace. Les personnes détenues par l'ANSE ne peuvent pas contacter les membres de leur famille ou leur avocat, et souvent personne n'est au courant de leur détention. 

Des critiques soutiennent que l'ANSE se comporte comme le bras armé du Mouvement patriotique du salut fondé par Idriss Déby, et non pas comme une administration chargée de la lutte contre le terrorisme.